# 一条叫旺达的鱼
《一条叫旺达的鱼》（英語：A Fish Called Wanda），是上映于1988年的英美犯罪喜劇電影。該片具有濃烈的英式幽默元素。

## 劇情
在英國倫敦George Thomason和他的酷愛動物的口吃助手Ken Pile計劃打劫一家珠寶店。他們帶來了兩個美國幫手：迷人的女騙子Wanda Gershwitz和自認為是知識份子的槍手Otto West。Wanda和Otto為戀人關係, 但爲迷惑他人，只聲稱是兄妹。
搶劫很順利，他們得到了一顆價值連城的鑽石，并將之藏於一間廢棄車庫內。Wanda和Otto爲了獨吞贓物而向警方告發了George，豈知George早將珠寶轉移。Wanda只好勾引George的律師Archie-婚姻失意的男人。兩人間的曖昧令Otto醋火中燒，色誘行動變得非常坎坷。
與此同時，遛狗的英國老太認得George的面容，可能成為唯一的目擊證人，於是Otto和Ken打賭讓Ken殺死老婦。愛動物的Ken想盡手段，每次卻只能錯殺夫人的一隻愛犬，這令他十分沮喪，但痛失三隻寵物的老婦人卻因心臟病發而亡，他又興奮不已。
Wanda在George的法庭上做偽證，使George被判有罪。氣憤的George和Otto決意追殺Wanda，最後Wanda和律師乘飛機去了里约热内卢。

## 角色
| 演員            | 角色            |
| --------------- | --------------- |
| 约翰·克里斯     | Archie Leach    |
| 潔美·李·寇蒂斯  | Wanda Gershwitz |
| 奇雲·格連       | Otto West       |
| Michael Palin   | Ken Pile        |
| Maria Aitken    | Wendy Leach     |
| Tom Georgeson   | George Thomason |
| Patricia Hayes  | Mrs Cody        |
| Geoffrey Palmer | Judge           |
| 史蒂芬·弗莱     | 機場男          |

## 獲獎及提名

### 獲獎
- 奇雲·格連 - 第61屆奧斯卡金像獎最佳男配角獎
- John Du Prez - ASCAP影視音樂獎
- 英國電影學院獎
  - 约翰·克里斯 - 最佳男主角
  - 麦克·帕林 - 最佳男配角
- 最佳外語片劇本 - 意大利电影金像奖

### 提名
- 第61屆奧斯卡金像獎
  - 查尔斯·克瑞奇顿 - 最佳導演
  - Michael Palin - 最佳劇本
- 金球獎
  - 最佳電影
  - 最佳男主角
  - 最佳女主角
- 英國電影學院獎在7個分項的提名

### 指控
- 丹麥聽力師奧萊·本特森：他於1989年在觀看《笨賊一籮筐》時不停大笑而死。